# Гуазила
Гуазила (итал. Guasila) — коммуна в Италии, располагается в регионе Сардиния, подчиняется административному центру Кальяри.
Население составляет 2968 человек, плотность населения составляет 68,15 чел./км². Занимает площадь 43,55 км². Почтовый индекс — 9040. Телефонный код — 070.
В коммуне 15 августа особо празднуется Успение Пресвятой Богородицы.